# Coryphodonta
Coryphodonta is een geslacht van rechtvleugeligen uit de familie sabelsprinkhanen (Tettigoniidae). De wetenschappelijke naam van dit geslacht is voor het eerst geldig gepubliceerd in 1935 door Bey-Bienko.

## Soorten
Het geslacht Coryphodonta  is monotypisch en omvat slechts de volgende soort:
- Coryphodonta ikonnikovi (Bey-Bienko, 1935)